# Aleksander Sikora
Aleksander Tomasz Sikora (ur. 25 czerwca 1990 w Krakowie) – polski prezenter telewizyjny, dziennikarz i osobowość telewizyjna.

## Rodzina i edukacja
Jego prapradziadek był właścicielem Jamy Michalika.
Jest absolwentem XII LO im. Cypriana Kamila Norwida w Krakowie. Ukończył biologię i geografię na Wydziale Biologii i Nauk o Ziemi UJ oraz zarządzanie na Wydziale Zarządzania i Komunikacji Społecznej Uniwersytetu Jagiellońskiego w Krakowie, specjalista ds. zarządzania w turystyce.

## Kariera zawodowa
W latach 1999–2008 był związany z Teatrem Muzycznym Nowa Akademia w Krakowie. Zagrał w teledysku do piosenki Patty „(Zabiłeś tę miłość) Nie ma nas” (2012). W 2013 pod szyldem wytwórni My Music wydał teledysk do piosenki „Budzę się”, a także zaśpiewał w utworze duetu Afrojockers „Better Place” i wziął udział w nagraniu charytatywnego singla „Pomaganie jest trendy”.
W 2011 zadebiutował jako prezenter telewizyjny w stacji muzycznej Viva Polska, w której prowadził m.in. Viva Clubbing. W latach 2012–2013 prowadził programy w 4fun.tv: Top Tygodnia i Weekend Specjalny. W latach 2012–2015 był prezenterem stacji muzycznej TO!TV, dla której prowadził m.in. programy: Muzyczna strefa i Discostacja. W 2015 współprowadził wraz z Odetą Moro magazyn sportowy Apetyt na zdrowie w TVN Meteo Active. W latach 2015–2019 był reporterem wideo serwisu o tematyce show-biznesowej plotek.pl. 27 maja 2022 współprowadził finał wyborów Miss Polonia 2021/2022.
W 2016 rozpoczął pracę w Telewizji Polskiej. Zadebiutował w roli eksperta ds. kultury i show-biznesu w programie Pytanie na śniadanie, a w 2017 dołączył do redakcji programu i magazynu kulturalnego Lajk!. Dla obu programów przygotowywał felietony i reportaże z wydarzeń muzycznych z kraju i ze świata tj. Konkurs Piosenki Eurowizji, MTV Europe Music Awards (Londyn 2017; Bilbao 2018) oraz MTV Video Music Awards (Nowy Jork 2018; New Jersey 2019). Od 1 maja 2019 do stycznia 2024 współprowadził program Pytanie na śniadanie w TVP2. W sierpniu 2020 zaczął prowadzić Studio prezenterskie TVP. Prowadził lub współprowadził programy rozrywkowe TVP2: Wkręceni w randkę (2019), trzecią edycję Dance Dance Dance (2021), dwie edycje The Voice of Poland (2021, 2023) i drugą edycję You Can Dance – Nowa Generacja (2023). Współprowadził także cykl edukacyjny Repetytorium maturzysty (2020), który TVP we współpracy z Ministerstwem Edukacji Narodowej i PGNiG uruchomiła ze względu na pandemię COVID-19 i poprowadził format muzyczny Czas na przebój (2023) w TVP Wilno. Poza tym prowadził bądź współprowadził m.in. telewizyjne koncerty tematyczne, m.in. Wakacyjną trasę Dwójki (w latach 2019–2022), Sylwester marzeń z Dwójką (2019/2020, 2020/2021, 2022/2023), koncerty walentynkowe (2020–2021) i koncerty muzyki kościelnej (2019–2021, 2023), a także 3. Festiwal Muzyki Tanecznej w Kielcach (2020), Międzynarodowe Spotkania Zespołów Cygańskich Romane Dyvesa (2021). Prowadził także konferencje ofert programowych TVP (2019–2021) oraz współprowadził wybrane koncerty podczas Krajowego Festiwalu Piosenki Polskiej w Opolu (2020, 2021), finał 17. Konkursu Piosenki Eurowizji Junior w Gliwicach (2019) i finały polskich preselekcji do Konkursu Piosenki Eurowizji (2022, 2023. Komentował dla TVP Konkursy Piosenki Eurowizji (2021 i 2022) i Konkursy Piosenki Eurowizji Junior (2021, 2022 i 2023). Poza tym wiosną 2020 uczestniczył w parze z Małgorzatą Tomaszewską w drugiej edycji programu rozrywkowego Dance Dance Dance w TVP2. 28 sierpnia 2020 podczas konferencji jesiennej oferty programowej TVP zaśpiewał cover utworu zespołu The Beach Boys „Kokomo” w duecie z aktorem Aleksiejem Jarowienką. Zrealizował film reportażowy Sara James – jej amerykański sen (2022). Zagrał samego siebie w filmie Sylwester u Sylwestra (2023) w Wilnie. 31 marca 2024 zakończył współpracę z TVP.
W czerwcu 2024 rozpoczął współpracę z telewizją Polsat, dla której w lipcu współprowadził konkursy piękności Mister Supranational 2024 i Miss Polski 2024. Jesienią 2024 został jednym z reporterów programu śniadaniowego Polsatu Halo tu Polsat. Zajął trzecie miejsce w finale 21. sezonu programu Twoja twarz brzmi znajomo. Jesienią 2025 będzie uczestniczył w 17. edycji programu Dancing with the Stars. Taniec z gwiazdami w Polsacie.

## Nagrody i wyróżnienia
W 2019 został wybrany osobowością roku w plebiscycie Męska Marka. W 2021 zdobył statuetkę Gwiazda Party za debiut roku w plebiscycie magazynu „Party”.